# Henry Zwiers
Henry Timo Zwiers (Amsterdam, 10 februari 1900 – Haarlem, 2 juni 1992) was een Nederlandse architect.

## Biografie
De Nederlandse architect Henry Zwiers studeerde in Amsterdam en aan de Technische Hogeschool in Delft. Zijn vader Lambertus Zwiers was schilder, architect, meubelontwerper, ontwerper van boekomslagen en behangontwerper. Henry was aanvankelijk onderwijzer aan de Technische Universiteit Delft. Later werkte hij voornamelijk in Haarlem in zijn eigen bedrijf maar hield zich ook na de Tweede Wereldoorlog bezig met de wederopbouw van Rotterdam en de rest Nederland met onder anderen Airey-woningen.
Zwiers was een van de drie architecten (Berghoef, Klarenbeek) die bijna alle Airey-complexen in Nederland ontwierpen. Het ensemble Sloterhof uit 1958 in Amsterdam Slotervaart kan als meesterstuk in dit systeem beschouwd worden. Het staat sinds 2008 op de gemeentelijke monumentenlijst en is sinds voorjaar 2016 rijksmonument.
Het Zuiderbad van Zwiers was een strand resort met restaurant in Zandvoort, geopend in 1933. Het bestond slechts ongeveer 10 jaar toen het in 1943 werd afgebroken op bevel van de bezetter ten behoeve van de versterking van de Atlantikwall langs de Noordzeekust tijdens de Tweede Wereldoorlog.

## Olympische Spelen 1936 Berlijn
Het werk van Zwiers maakte deel uit van het architectuurevenement in de kunstwedstrijd op de Olympische Zomerspelen van 1936.

## Fotogalerij
Selectie van werken

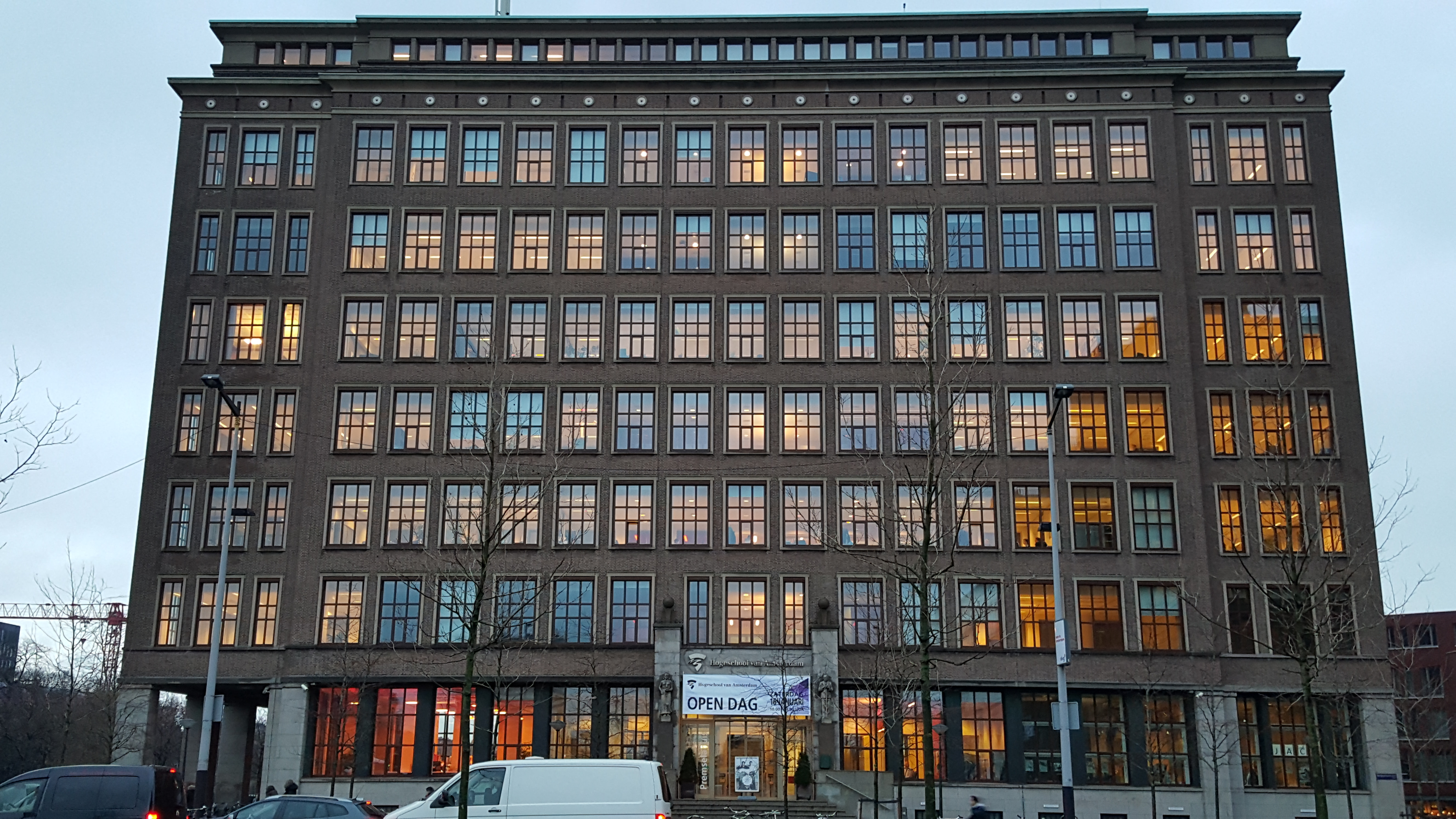
Benno Premselahuis, Hogeschool van Amsterdam i.s.m. C.J. Blauw en J.H. van der Veen
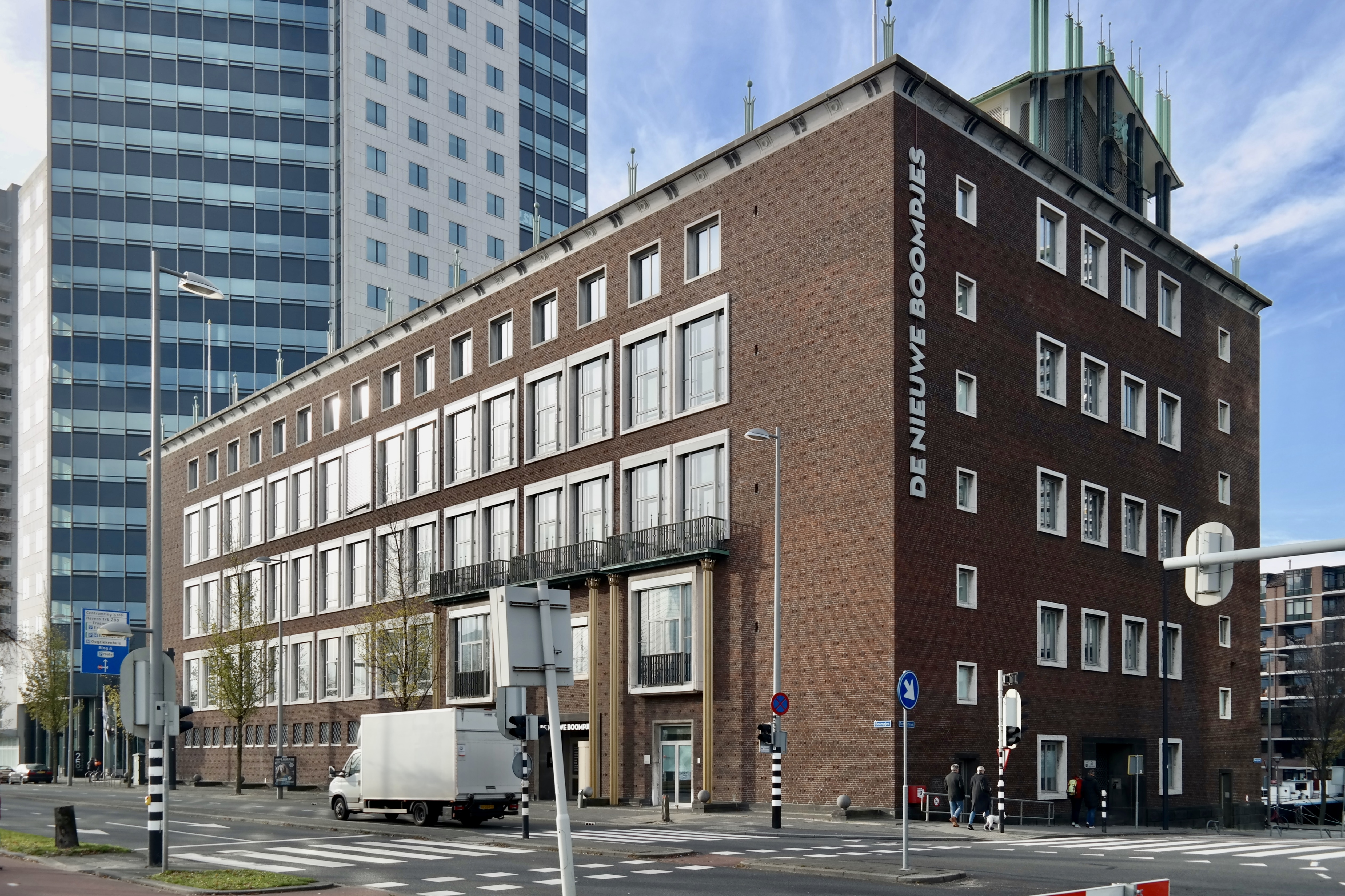
Gebouw De Nieuwe Boompjes in Rotterdam.
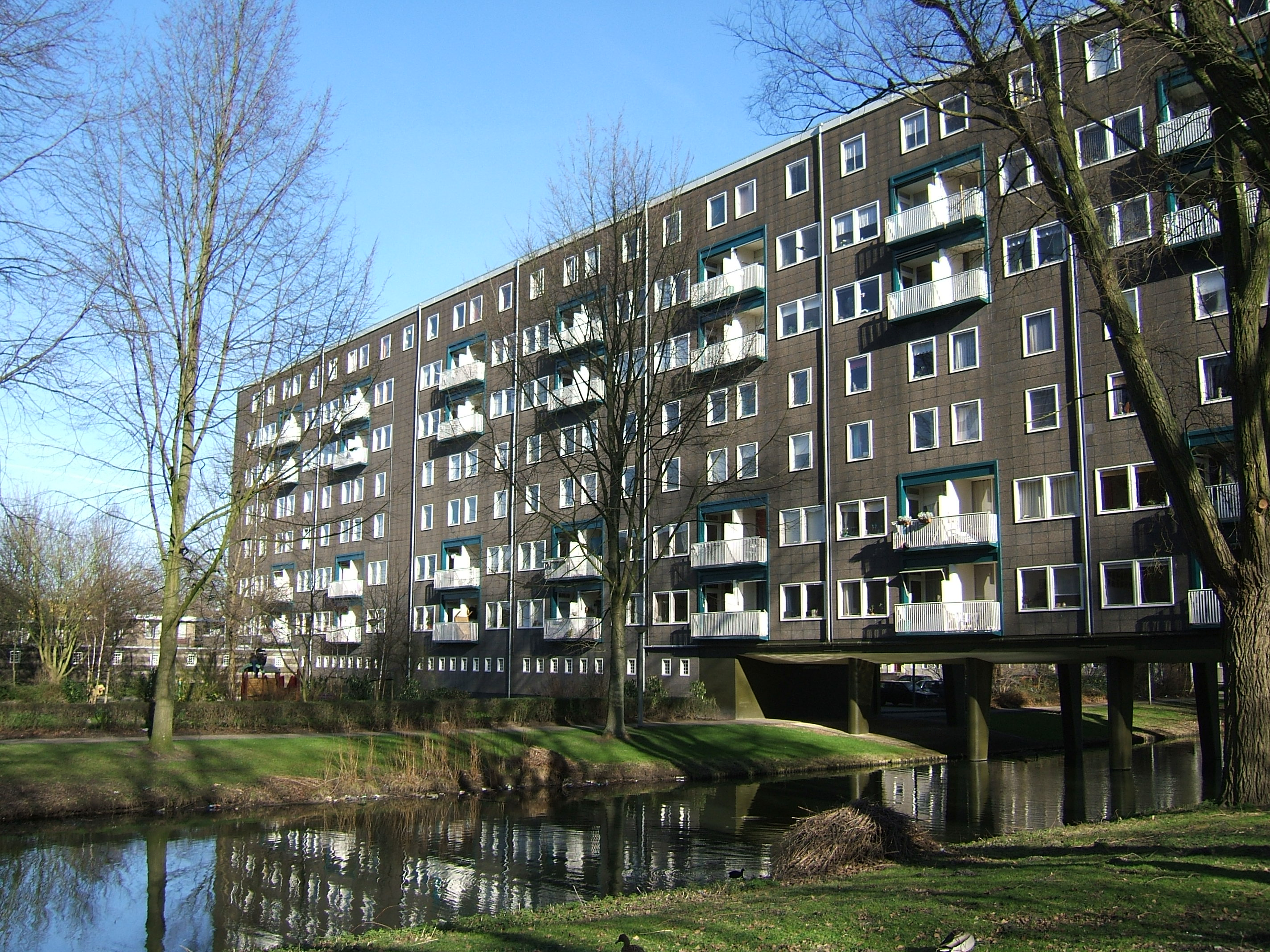
Ensemble Sloterhof Amsterdam i.s.m. J.F. Berghoef.
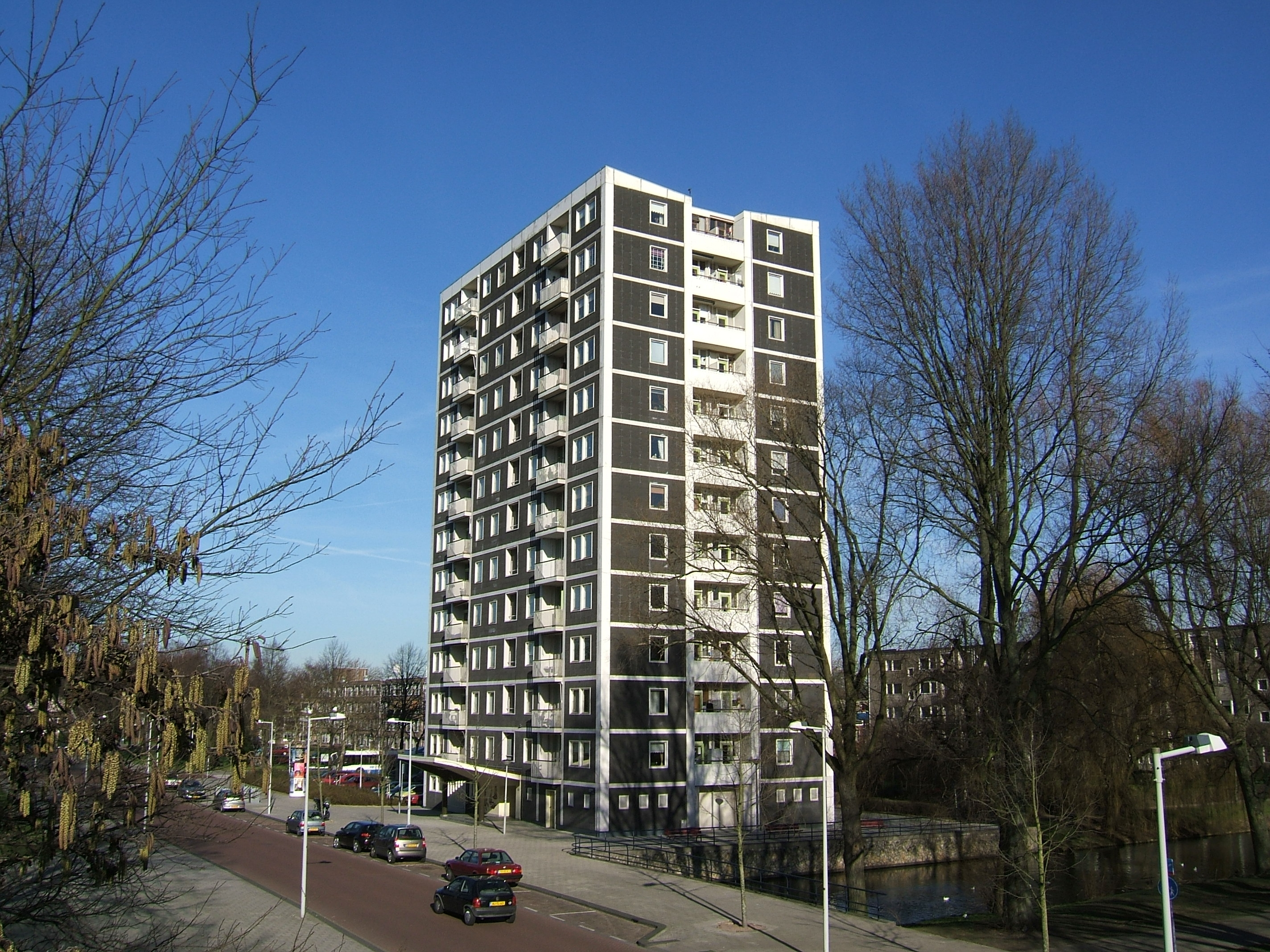
Toren Sloterhof in Amsterdam.
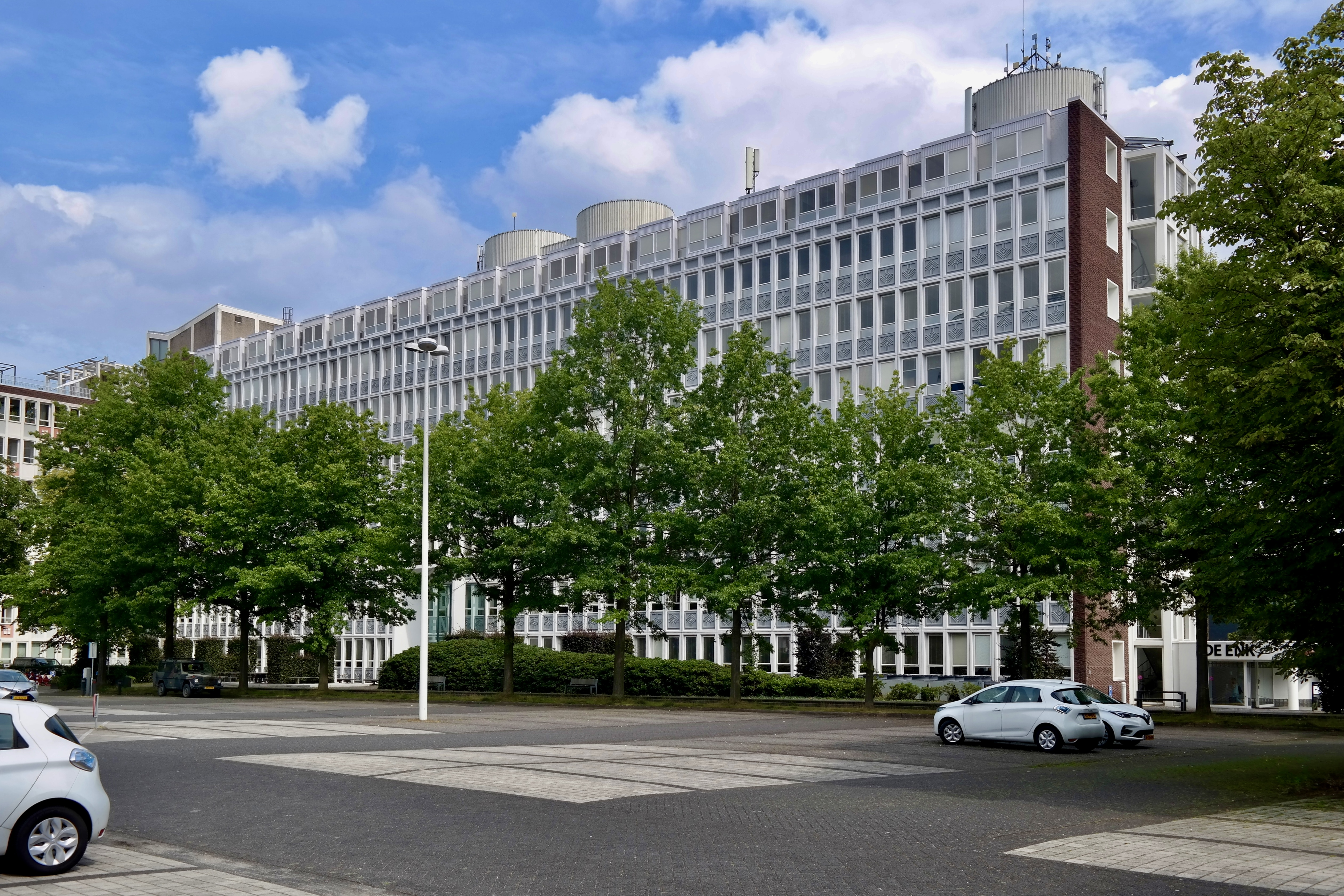
Westzijde van kantoorgebouw De Grote Enk, voormalig hoofdkantoor van Akzo Nobel in Arnhem.
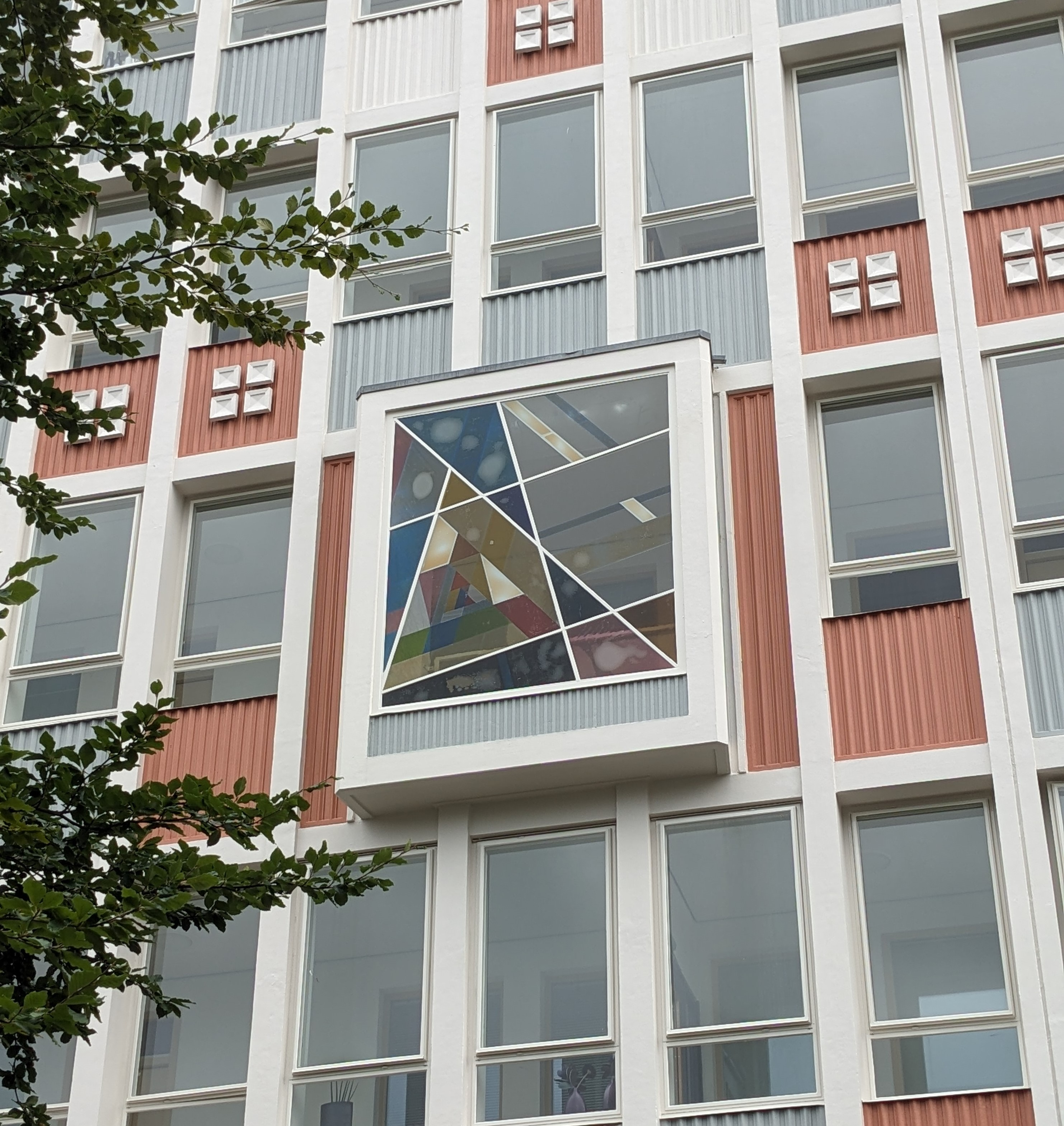
Close-up van de gevel van "De Grote Enk",
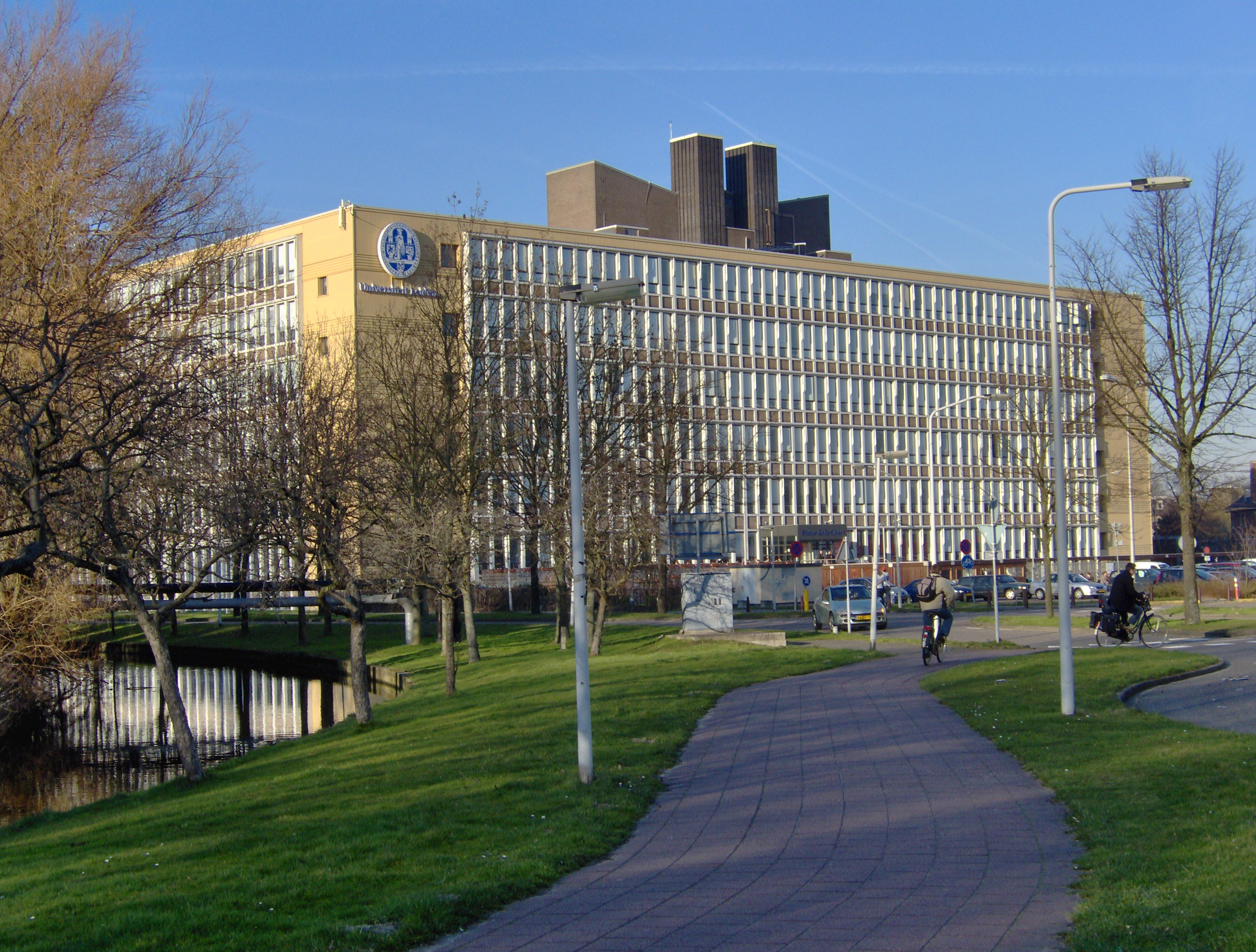
Pieter De La Court gebouw, Universiteit Leiden.